# Dan Montgomery Jr
Dan Montgomery (né Daniel Hodges Montgomery, Jr.) est un acteur américain né le 2 octobre 1969 à Houston, au Texas.

## Biographie
Au cinéma, il a quelques seconds rôles dans des films tels que On the Line (2001), You Stupid Man (2002) ou encore Club Dread (2004). Mais il tient aussi le haut de l'affiche dans un film indépendant intitulé Red Dirt (2000) de Tag Purvis. Il y joue Griffith, un jeune homme tiraillé entre une tante agoraphobe (jouée par Karen Black), sa vraie mère en fait, une cousine amoureuse (Aleksa Palladino) et un inconnu (Walton Goggins) qui fait irruption dans sa vie et lui fait tout remettre en question.
À la télévision, Dan Montgomery est surtout connu pour son rôle récurrent dans Providence et sa participation à la série télévisée Wasteland créée par Kevin Williamson. Il y campe le rôle de Russell Baskin, jeune gay encore dans le placard, sa sexualité risquant de compromettre sa notoriété de star masculine d'un soap opera à succès.